# Morpho rhetenor
Morpho rhetenor — вид денних метеликів родини Сонцевики (Nymphalidae).

## Поширення
Вид поширений у тропічній та екваторіальній зоні Південної Америки. Трапляється у Суринамі, Французькій Гвіані, Бразилії, Перу, Еквадорі, Колумбії та Венесуелі.

## Опис
Розмах крил — 14-17 см. Верхня поверхня крил самця яскраво-синя, і в залежності від кута огляду змінюється то на синьо-зелений, то на фіолетовий відтінок. Забарвлення нижньої сторони крил коричневе, з різними відтінками, схожа на сухий лист. Самиця більша за самця, вершина її крил менш витягнута. Забарвлення крил жовто-охристе, з помаранчевим відтінком, з темно-коричневим, часом майже чорним малюнком по краю. Тіло метелика коричневого кольору, хоча на грудному сегменті зустрічаються червоні пучки волосків

## Спосіб життя
Живе у дощових тропічних лісах. Метелики літають серед дерев на висоті 3-6 м. Метелики живляться соком перезрілих плодів і пошкоджених дерев. Під час харчування вони складають крила вертикально, не показуючи яскравого забарвлення. Гусінь живиться, в основному, листям рослин виду Macrolobium bifolium, але трапляється і на бамкукових.